# TimeCamp
TimeCamp – aplikacja internetowa stworzona w 2009 roku przez polskiego programistę Kamila Rudnickiego do monitorowania komputerowej aktywności jej użytkowników, przeznaczona zarówno dla freelancerów, jak i dla zespołów. Narzędzie jest przykładem time tracking software, które umożliwia fakturowanie pracy godzinowej, mierzenie efektywności pracy i zarządzanie projektami.
TimeCamp S.A. (dawniej Time Solutions Sp. z o.o.) – producent systemu TimeCamp - to wrocławska spółka z branży IT założona w 2009 roku przez 21-letniego wówczas studenta, Kamila Rudnickiego. Od początku projekt wspierał fundusz Unfold.vc (wcześniej pod nazwą Venture Incubator), a w 2011 roku projekt dofinansowało także Asseco Poland.

## Charakterystyka
Jedną z głównych cech TimeCampa jest automatyzacja procesów związanych z zarządzaniem projektami i zadaniami za pomocą funkcji automatycznego time trackingu. Aplikacja monitoruje czas pracy nad projektami i zadaniami, co umożliwia jej użytkownikom późniejsze automatyczne wygenerowanie faktur i zastosowanie arkuszy czasu pracy. Co więcej, narzędzie można zintegrować z ponad 37 innymi aplikacjami wspomagającymi zarządzanie projektami, m.in. Asana, Basecamp, Trello, Podio, Insightly, Wrike, Todoist, bądź narzędziami ułatwiającymi zautomatyzowanie marketingu, takimi jak Zapier, Freshbooks, Slack. Kevin Getch w The Next Web opisał TimeCampa jako rozwiązanie, które „ułatwia rozliczenie czasu wykorzystanego na wykonanie określanego zadania (…), dostarcza szczegółowych raportów oraz pozwala przypisywać pracownikom różne projekty.”

## Odbiór
W 2009 roku The Wall Street Journal wymienił TimeCampa w swoim artykule pt. „Tools to Manage Online Time Wisely”. W 2014 The American Genius poświęcił narzędziu cały artykuł. W 2015 Minda Zetlin poleciła TimeCampa na łamach INC,  a w 2016 roku TC znalazł się na liście najlepszych programów do time trackingu amerykańskiego dwutygodnika Forbes. W roku 2017 strona poświęcona oprogramowaniu GetApp, której założycielem jest firma Gartner, umieściła TimeCampa na liście liderów w kategorii fakturowanie i rozliczanie (ang. Billing & Invoicing Category Leaders).